# ديفيد مارتين
ديفيد مارتين (بالإسبانية: David Martín Lozano)‏ هو لاعب كرة الماء إسباني، ولد في 2 يناير 1977.

## وصلات خارجية
- ديفيد مارتين على موقع الاتحاد الدولي للسباحة (الإنجليزية)
- ديفيد مارتين على موقع اللجنة الأولمبية الدولية (الإنجليزية)
- ديفيد مارتين على موقع أوليمبيديا (الإنجليزية)